# Chemical Communications
Die Chemical Communications (nach ISO 4 abgekürzt Chem. Commun.) ist eine internationale chemische Fachzeitschrift. Die Zeitschrift wird von der britischen Royal Society of Chemistry herausgegeben.
Das seit dem Jahr 1965 regelmäßig erscheinende Journal ist ein peer review Journal welches Kurzmitteilungen aus allen Bereichen der chemischen Forschung veröffentlicht. Dadurch verkürzt sich die Zeit zwischen dem Einreichen des Manuskriptes bis zur Publikation im Journal. Seit 1996 werden auch kurze Übersichtsartikel, sogenannte feature articles, veröffentlicht. Das Journal erscheint durchgängig in englischer Sprache.
Der Impact Factor lag im Jahr 2020 bei 6,222. Nach der Statistik des Web of Science wurde das Journal 2020 in der Kategorie multidisziplinäre Chemie an 44. Stelle von 178 Zeitschriften geführt.

## Publikationshistorie
Vorgängerzeitschrift war das Journal of the Chemical Society, das 1965 in vier eigenständige Titel aufgespalten wurde. Der Titel des Nachfolgejournals, aus dem schließlich Chemical Communications hervorging, wurde zwischenzeitlich mehrfach geändert:
- Chemical Communications (London) (1965–1968)
- Journal of the Chemical Society D: Chemical Communications (1969–1971)
- Journal of the Chemical Society, Chemical Communications (1972–1995)
- Chemical Communications (seit 1996)